# Manuel da Terra Pereira Viana
Manuel Terra Pereira Viana (Campos dos Goytacazes, Rio de Janeiro, Brasil Imperial, 18 de janeiro de 1856 — Lisboa, 1935) foi um oficial engenheiro da Armada Portuguesa e lente da Escola Politécnica do Porto, que em 1909 exerceu as funções de Ministro da Marinha e Ultramar no 59.º governo da Monarquia Constitucional, presidido por Wenceslau de Lima, de quem era amigo pessoal.

## Biografia
Era bacharel formado em Matemática e Filosofia pela Universidade de Coimbra e engenheiro pela École Nationale des Ponts et Chaussées de Paris. Foi lente da Escola Politécnica do Porto, onde regia a 13.ª cadeira (Hidráulica e Máquinas), a qual incluía diversas disciplinas do grupo da engenharia mecânica, nomeadamente as ligadas à construção de máquinas. Tem diversas obras publicadas sobre temas de engenharia.
Foi vogal do Conselho Superior de Instrução Pública.